# Physotrichia swynnertonii
Physotrichia swynnertonii är en flockblommig växtart som beskrevs av Baker f. Physotrichia swynnertonii ingår i släktet Physotrichia och familjen flockblommiga växter. Inga underarter finns listade i Catalogue of Life.